# Burg Klein-Zimmern

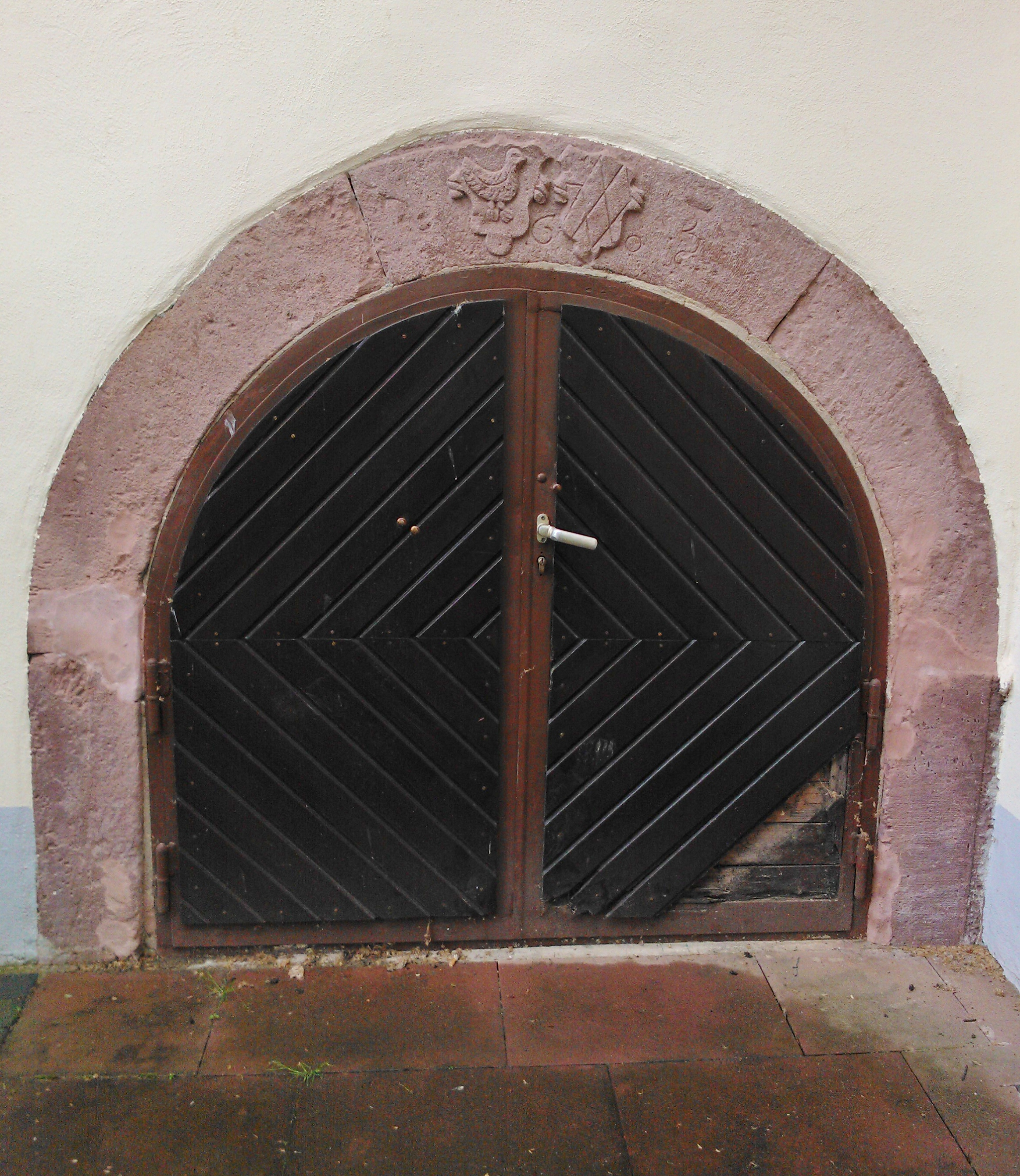
Sandsteinportal der alten Burg am Südflügel mit dem Doppelwappen

Die ehemalige Burg Klein-Zimmern, das heutige St. Josephshaus Klein-Zimmern, war eine mittelalterliche Wasserburg, die später schlossähnlich ausgebaut wurde. Das Anwesen befindet sich im heutigen Ortsteil Klein-Zimmern von Groß-Zimmern im östlichen Teil des Landkreises Darmstadt-Dieburg in Hessen. Heute ist die Anlage Teil einer modernen Jugendhilfe-Einrichtung, des St. Josephshauses, das 1864 von Bischof Wilhelm Emmanuel von Ketteler als „St. Josephs-Knabenanstalt“ gegründet wurde.

## Lage
Die Anlage befindet sich kurz vor dem westlichen Ortsausgang von Klein-Zimmern in Richtung Groß-Zimmern an der Burgstraße (Landesstraße L3115) östlich der Gersprenzniederung am Nebenbach Katzengraben, der vermutlich früher die Wassergräben der Wasserburg gespeist hat.

## Geschichte
Da in Klein-Zimmern mehrere Allodialgüter vorhanden waren und urkundlich die Zuweisung verschiedener mittelalterlicher Urkunden auf die Güter nicht exakt belegbar ist, dazu in der Geschichte zwischen Klein- und Groß-Zimmern oft nicht unterschieden wurde, ist bis heute die Geschichte der ehemaligen Burg nicht genau belegt, eine Aufarbeitung wissenschaftlich bis heute nur spärlich erfolgt.
Urkunden lassen vermuten, dass Ort und Burg schon um 1276 bestanden haben müssen. Die Burg wurde in den folgenden Jahrhunderten oftmals um-, über- und ausgebaut.
1333 wird Wilderich von Vilmar als Verwalter der Güter in Zymmern bei Dieburg und Inhaber der Mainzer Lehen erwähnt. 1407 übergibt Schenk Eberhard von Erbach der Witwe seines Sohnes Eberhard Gebiete in Kleinen Zymmern, die er als Pfand von Pfalzgraf Ruprecht von der Pfalz innehatte. 1410 bekennt Herdegen von Buchis (Büches), dass er Güter der Herrschaft Brauneck in Klein-Zimmern zu Lehen empfangen hat. 1448 klagt Eberhard Wambold gegen Eberhard Schelm, weil er ihm das Land um den Hof zu Klein-Zimmern mit Gewalt abgenommen habe. 1454 belehnt Hans von Waldestein als Lehensträger des Markgrafen von Brandenburg den Henne von Rüdigheim mit dem Besitz in Klein-Zimmern, den er von der Herrschaft Brauneck als Lehen verwaltet. 1458 wird Eberhard Wambolt von Umstadt der Junge vom selben Lehensträger mit dem Besitz in Klein-Zimmern belehnt.
1482 wird ein Vertrag wegen der Einlösung des pfälzischen Anteils des Amtes Habitzheim, auch Klein-Zimmern und die Burg betreffend, zwischen Schenk Hans von Erbach und Ludwig von Bayern, Herr zu Scharfeneck, geschlossen. 1563 tritt Hartmann Ulner von Dieburg seinen Anteil in Klein-Zimmern an Hans Ulner von Dieburg ab.

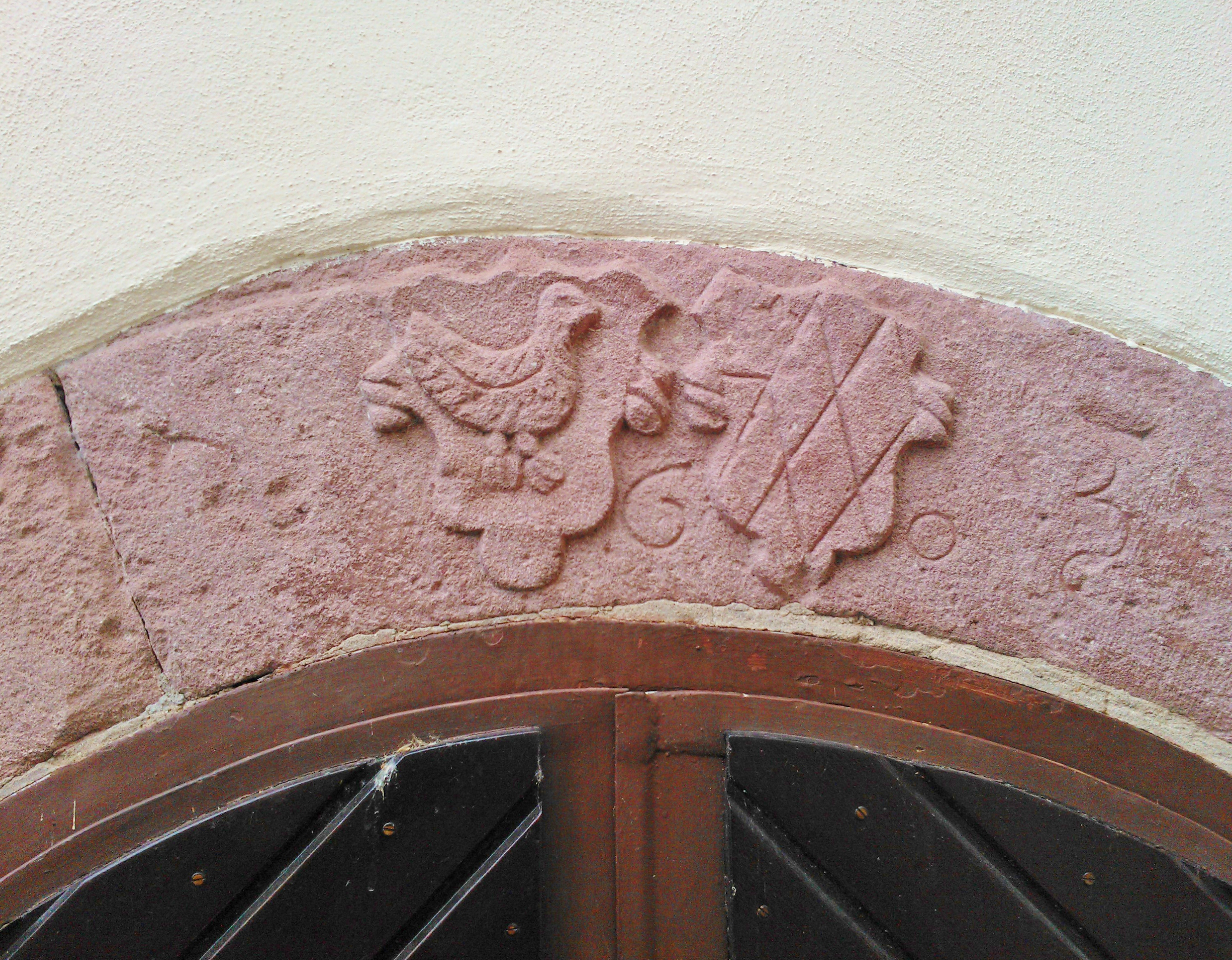
Doppelwappen: Gans von Otzberg / Daun

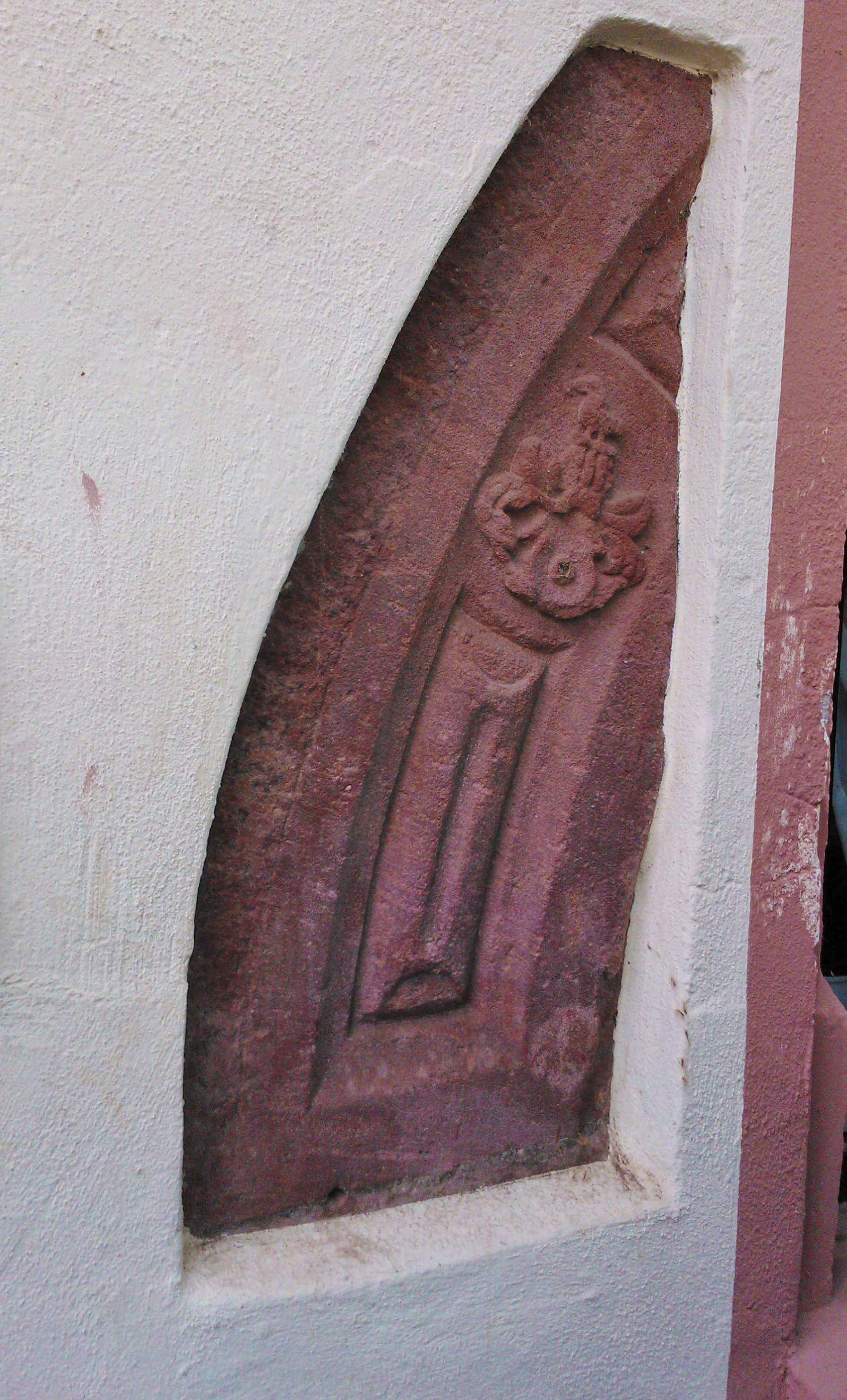
Portalbogen mit Helmzier der Gans von Otzberg

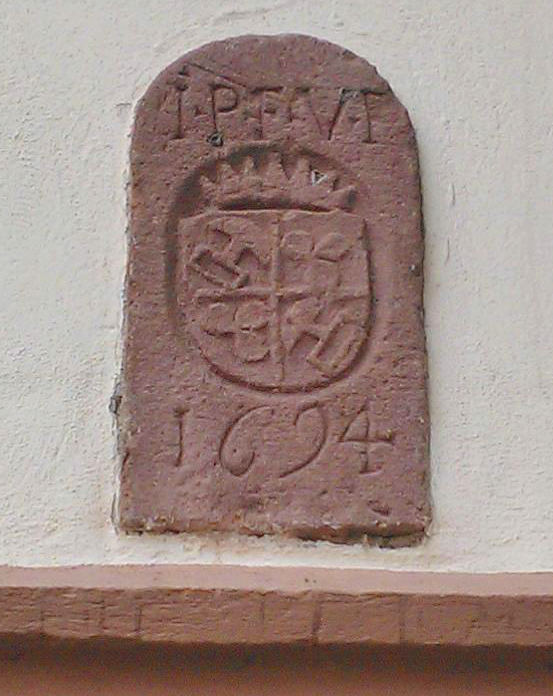
Wappen mit den Initialen von Johann Philipp Freiherr von Frankenstein und Jahreszahl 1694

Die in der Literatur mehrfach verwendete Behauptung: „Die Burg wurde wohl um 1600 wahrscheinlich von Philipp Friedrich Ulner von Dieburg und seiner Frau Anna Catharina von Großschlag ausgebaut. Besitzer des nur kurze Zeit später zu einem schlossähnlichen Herrenhaus umgebauten Adelshofes waren ab 1629 zu Gänze die Herren von Groschlag, wohl als Anna Catharina es als Witwensitz erbte.“, kann den Funden und Urkunden nach nicht korrekt sein.
Nach dem sich am Gebäude befindlichen überlieferten Doppelwappen der Gans von Otzberg / Daun muss um oder vor 1600 Georg Heinrich Gans von Otzberg und seine erste Frau Anna Maria von Daun (Tochter von Wilhelm von Daun Jüngere Linie und der Liebmuth von Groschlag) in den Besitz gekommen sein. Neben dem Burgmannenhaus in Hering auf dem Otzberg erwarb er 1630 auch den Jesuitenhof in Ladenburg. Die Zimmerner Burg wurde nach seinem Tod 1635 an seinen Schwiegersohn Friedrich Reinhard von Bettendorf übergeben.
Am 6. Januar 1661 beurkundet sein Sohn, Johann Ludwig von Bettendorf (Bettendorff), „dass er die vom Gräflichen Haus Isenburg zu Lehen gehenden Güter, Gerechtsame, Häuser, Äcker, Wiesen, Zehnten und Gefalle, die er von seiner Mutter Anna Amalia von Bettendorf (Bettendorf), geborene Gans von Otzberg (Utzberg), und deren Vater, nach Brauneckischen (Brauneckh) Lehensrecht, geerbt, mit Konsens von Wilhelm Otto, Johann Ernst, Johann Ludwig, Christian Moritz, Wolffgang Heinrich und Carl Ludwig, aller Grafen und Herren zu Isenburg und Büdingen, als Lehnsherren, dem Obrist Felix Biedenbach von Treuenfels (im Original: Poelix Bydembach von Trewenfels) abtritt und diesem zu Klein-Zimmern (Kleinen Zimmern) das im Flecken gelegene adelige Wohnhaus und 11 Morgen Wiesen „die rodensteinische Wiesen“, beide Eigen und erblich, 2 kleine Häuslein, 1 Scheuer, einen Platz, auf dem eine Scheuer gestanden, 284 Morgen Acker, 29 Morgen Wiesen, 3 Gärten, 1/2 großen und kleinen Zehnten im ganzen Dorf, den ganzen Zehnten von einem Hof im Dorf Klein-Zimmern (Kleinen-Zimmern), den Wildzehnten zu Dieburg (Diepurg), zu Hergershausen (Hergershauszen) von 6 Morgen Acker 4 Gänse und einen Sommerhahn, den Martins-Zins von etlichen Häusern zu Klein-Zimmern (kleinen Zimmern), 1/2 Malter Korn und 3 Albus vom Hospital in Dieburg (Diepurg) und 3 Albus, alles Lehen, übergibt. Der Aussteller verzichtet völlig auf dieses Lehen und übergibt alle Dokumente und Urkunden über dieses Lehen. Felix Bydembach von Treuenfels (Trewenfels) zahlt 3000 Gulden, davon 1000 Reichstaler oder 1500 Gulden bar, den Rest zu je 500 Reichstaler an Dreikönig 1662 und Dreikönig 1663 mit 5 Prozent Zinsen und setzt dafür als Unterpfand all seine Habe und Nahrung. Doppelt ausgefertigt.“
1688 erteilen Johann Philipp, Johann Casimir und Ferdinand Max von Isenburg-Büdingen (die Grafen und Fürsten von Ysenburg-Büdingen zwischen 1685 und 1918) den lehensherrlichen Konsens zum Ankauf des Biedenbachschen Anteils an dem Gute zu Klein-Zimmern durch den Freiherrn von Frankenstein. Am 15. Mai 1688 verkaufen dann Wilhelm Friedrich Biedenbach von Treuenfels (Bidembach von Treuenfels) und seine Ehefrau Ludovica Regina ihre von dem Oberst Felix Biedenbach von Treuenfels (Bidembach von Treuenfels) ererbten benannten Güter und Rechte zu Klein-Zimmern und Dieburg für 2650 fl. an Johann Philipp Freiherr von Frankenstein. 1693 wird Johann Philipp Freiherr von Frankenstein noch als Besitzer der Burg genannt, als er über seinen Bevollmächtigten, den Frankfurter Juden Löw zur Güldnen Arche, den Verkauf seiner Güter in Zimmern und Dieburg an den fürstlich-würzburgischen Amtskeller Johann Adam Trenner zu Karlstadt realisieren lässt. 1696 wird der endgültige Kaufvertrag mit einem Kaufpreis von 5.000 Reichstalern unterzeichnet. 1697 belehnt Graf Johann Philipp zu Isenburg-Büdingen den Johann Adam Trenner von Zimmern nach altem Brauneckschem Lehensrecht. Johann Adam Trenner, im Besitz weiterer Lehenstücke in Klein-Zimmern, Dieburg und Hergershausen, alle von Johann Philipp Freiherrn von Frankenstein gekauft, veräußert aber schon am 3. August 1700 das nun genannte Rittergut an den Hessen-Darmstädtischen Oberforstmeister Georg Ludwig von Bobenhausen genannt Mernolf. Dieser wird vom gleichen Isenburg-Büdinger Grafen am 23. August 1701 nach Brauneckschen Lehensrecht mit den Gütern belehnt. 1711 kommt der Isenburgische Hofmeister zu Marienborn August Ludwig von Seil und dessen Bruder Leutnant Anton Bertram von Seil an das Lehen und acht Jahre später, im Mai 1719, geht es an den nun Schwarzburg-Rudolstädtischen Oberforstmeister August Ludwig von Seil allein über.
Zu Beginn des 19. Jahrhunderts war es ein rittergutähnliches Anwesen und wurde für den Landwirtschaftsbetrieb genutzt (ähnlich wie die nahe Burg Habitzheim).
Zuletzt war das Gut wieder im Besitz der Gräfin Maria Anna Philippine Walburga von Lerchenfeld-Köfering, geborene Groschlag (* 21. Juli 1775 in Dieburg; † 17. Juni 1854 in Wien), Tochter von Friedrich Carl Willibald von Groschlag zu Dieburg und letzte Nachkommin des Groschlag'schen Adelsgeschlechtes. Sie war mit Maximilian Emanuel Anton Johann Nepomuk Joseph, Graf von und zu Lerchenfeld auf Köfering und Schönberg (* 17. Januar 1772 in München; † 19. Oktober 1809 in Kassel) verheiratet, der bayerischer Gesandter am Reichstag in Dresden und Kassel war und eine Liaison mit Therese zu Mecklenburg, verheiratet mit Karl Alexander von Thurn und Taxis, hatte, aus der mehrere Kinder hervorgingen, die von der letzten Groschlag-Tochter in die Familie aufgenommen wurden.
Maria von Lerchenfeld-Köfering übergab das Schloss mit dem dazugehörigen Grundbesitz kurz vor ihrem Tode testamentarisch der Gemeinde Klein-Zimmern. Es wurde 1862 von Bischof Emmanuel Wilhelm von Ketteler für die so genannte „St.-Josephs-Knabenanstalt“, das heutige St.-Josephs-Haus, erworben und diese am 25. Oktober 1864 eröffnet.
Der Ort Klein-Zimmern selbst, teils mainzisch, teils kurpfälzisch, gelangte bis zum 17. Jahrhundert vollständig an Kurmainz. 1803 kam Klein-Zimmern im Zuge der Mediatisierung an die Landgrafschaft Hessen-Darmstadt.

## Neuere Geschichte

### St. Josephshaus

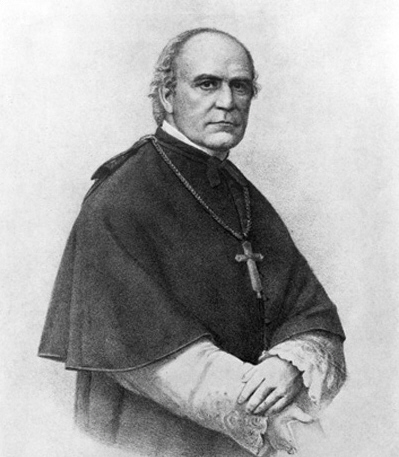
W. E. von Ketteler, Bischof von Mainz und Begründer des heutigen St. Josephshauses

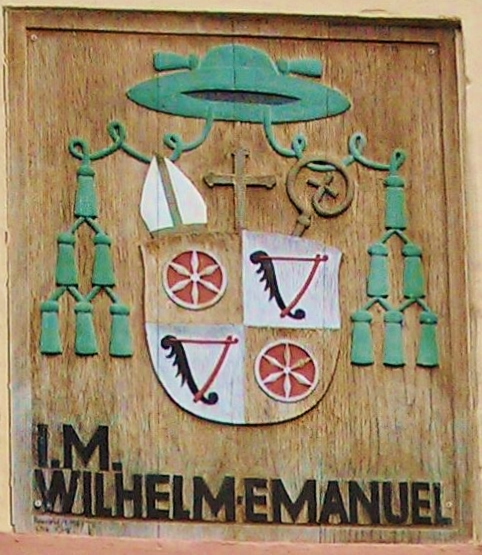
Bischofswappen von Kettelers am Portal des Erweiterungsbaues des Südflügels

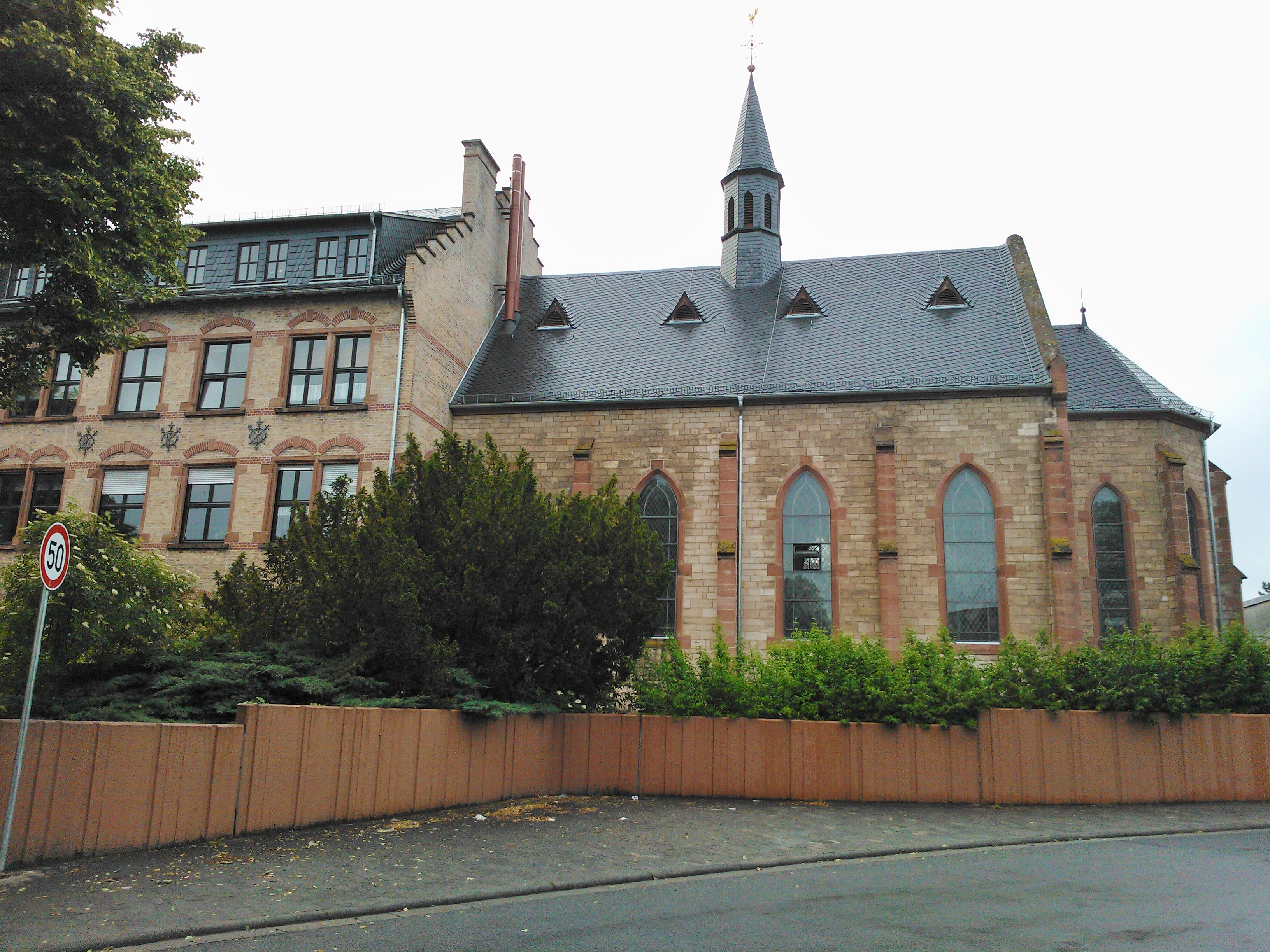
Kapelle und Verwaltungstrakt

Das St. Josephshaus in Klein-Zimmern wurde 1864 durch den Mainzer Bischof Wilhelm Emmanuel von Ketteler als so genannte „St. Josephs-Knabenanstalt“ gegründet, mit dem Ziel, als kirchliche, bis heute in Trägerschaft des Bistums Mainz befindliche, soziale Einrichtung als ein Heim für Waisen diesen eine Schul- und berufliche Ausbildung zu ermöglichen. Mitte des 19. Jahrhunderts existierte keine rechtlich gesicherte staatliche Jugendbehörde oder staatliche Fürsorge. Das Haus war von Anfang an eine Einrichtung, die ihre Arbeit in Form einer heimeigenen Schule und handwerklicher Ausbildung in der Einrichtung selbst organisierte. 1866 wurde das benachbarte Hofgut erworben. Für die Zwecke der Fürsorge erfolgte ein weitgehender Umbau der ehemaligen Burg ab 1868. Im Todesjahr Bischof Kettelers 1877 lebten 90 männliche Jugendliche im Heim, die in der eigenen Schule unterrichtet und in Lehrwerkstätten ausgebildet wurden. Ketteler hatte das Haus zeit seines Lebens mit Privatgeldern, Spendenaufrufen und dem Erlös der jährlichen Kollekte am Weißen Sonntag unterstützt.
1896 erfolgte die Einweihung der St. Josephskapelle und des nach Papst Leo XIII. benannten Leo-Baus, dem heutigen Verwaltungsgebäude. Erneut steigende Aufnahmezahlen infolge einer gesetzlichen Regelung zur Zwangserziehung hatten den Bau notwendig gemacht. Dreißig Jahre später wurde der nach dem niederländischen Jesuiten Petrus Canisius benannte Canisius-Bau eingeweiht, der heute die Bischof-Ketteler-Schule beherbergt.
Von 1939 bis 1945 erlebte das Anwesen das dunkelste Kapitel seiner Geschichte: 1939 wurde das Anwesen von der NSDAP beschlagnahmt und als Gefangenenlazarett genutzt. Ab 1941 durch die SS übernommen, starben hier fast 500 sowjetische Kriegsgefangene, die durch Zwangsarbeit, Krankheiten, Verwundungen oder Hunger zu Tode kamen. Im nahen Russischen Soldatenfriedhof Klein-Zimmern werden ihre Gräber heute in Ehren gehalten. 1945 erhielt das Bistum Mainz den Besitz zurück und führte das St. Josephshaus weiter.
Das St. Josephshaus ist, mit Unterbrechung während des Zweiten Weltkrieges, bis heute eine sozialpädagogische Einrichtung mit Schule und Berufsausbildung geblieben. Seit den 1960er Jahren hat sich die Einrichtung zu einem modernen Jugendhilfezentrum entwickelt. Es bietet stationäre, teilstationäre und ambulante Jugendhilfemaßnahmen für Kinder und Jugendliche beiderlei Geschlechts. Das St. Josephshaus und die Bischof-Ketteler-Schule wurden 2012 Teil des Jugendhilfeverbundes „Theresien Kinder- und Jugendhilfezentrum und St. Josephshaus e. V.“

## Baugeschichte

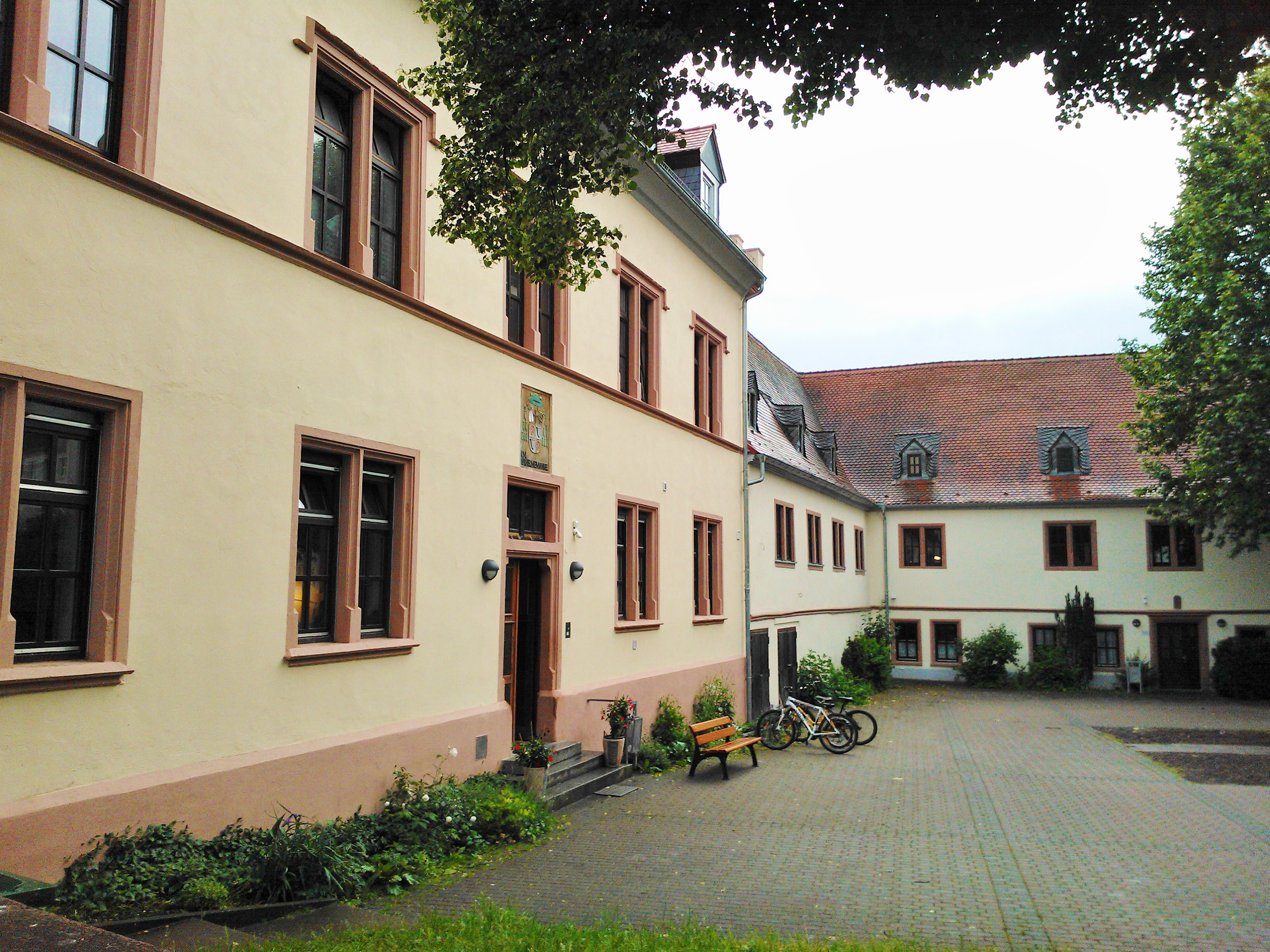
Innenhof: Blick vom Südflügel Richtung Westflügel (Wappenseite)

Die ehemalige Wasserburg wurde schon bald als Adelshof zu einem vierflügligen Bau erweitert. Heute existieren davon (mehrfach um- und ausgebaut) noch zwei zueinander Süd-West im rechten Winkel ausgerichtete eigenständige Flügel. Das Ganze ist ein zweigeschossiger Bau mit massivem Satteldach. Der Südflügel ist außen sieben Fensterachsen breit, hofseitig bestehen nur vier Fensterachsen. Der Südflügel wurde in den Umbaujahren nach 1868 durch einen höheren zweigeschossigen fünfachsigen Bau mit getrepptem Giebel und Dachgauben nach Osten Richtung Burgstraße erweitert. Der Westflügel zeigt außen acht unregelmäßige Fensterachsen, die auf den mehrfachen Um- und Ausbau verweisen. In beiden Flügeln sind die Geschosse durch Gurtgesimse hofseitig voneinander getrennt. Dies ist in den späteren Anbauten, wenn auch höhenversetzt, fortgeführt. Die Fenster sind meist als gekuppelte Doppelfenster mit Falz und Kehle ausgeführt.
Im Erdgeschoss des Westflügels befindet sich rechts von einem jüngeren Portal der Rest eines Bogens (siehe Bild), dessen Gewände mit Diamantquadern und der Helmzier der Gans von Otzberg versehen war. Über dem rechteckigen Barockportal zum Westflügel befindet sich oberhalb des Gesimses des ersten Obergeschosses ein kleiner Wappenstein, bez. „1694“ und „I.P.F.V.F.“ für Johann Philipp Freiherr von Frankenstein. In der Gartenmauer des Heimes sollen noch weitere Wappensteine der Frankensteiner eingemauert sein. Ihnen wird auch der Umbau von der Wasserburg zum Landschloss zugesprochen. Möglicherweise hatten sie sich dabei übernommen und mussten das Anwesen deshalb nach kurzer Zeit wieder veräußern.
In den Südflügel führt ins Erdgeschoss ein kleines rundbogiges Portal, dessen Gewändescheitel mit einem Doppelwappen ausgezeichnet ist, heraldisch rechts das Wappen des Geschlechts Gans von Otzberg, heraldisch links das rautierte und mit dem nur undeutlichen oben rechts befindlichen Lilienzeichen versehene Wappen derer von Daun. Es gehörte dem 1635 verstorbenen Georg Heinrich Gans von Otzberg und seiner ersten Frau Anna Maria von Daun. Zwischen den Wappen befindet sich die heute nur noch schwer lesbare Jahreszahl „1603“. Über dem Eingang des Anbaus des Südflügels ist das farbig bemalte Wappen des Mainzer Bischofs Wilhelm Emmanuel von Ketteler eingelassen.
Mit dem Umbau nach 1868 wurde der Westflügel um einen dreistöckigen Anbau mit Walmdach nach Norden hin erweitert. Nach Norden befinden sich weitere Gebäude und ein angelegter Park. Auf der Hofseite Richtung Süden ist die Kirche in neugotischer Form mit angebautem dreistöckigen Gebäude.
1927 wurden beim Ausheben der Fundamente für den Canisius-Bau alte Burgfundamente gefunden.